# رود کارمل
رود کارمل (به انگلیسی: Carmel River) رودی به‌طول ۳۶ مایل (۵۸ کیلومتر) است که در ایالات متحده آمریکا جریان دارد.